# Macrolobium arenarium
Macrolobium arenarium är en ärtväxtart som beskrevs av Adolpho Ducke. Macrolobium arenarium ingår i släktet Macrolobium och familjen ärtväxter. Inga underarter finns listade i Catalogue of Life.